# 大西真央
大西 真央（おおにし まお）は、日本の男性声優。
以前はマウスプロモーションに所属していた。

## 出演作品

### テレビアニメ
2013年
- 犬とハサミは使いよう（黒服）

2014年
- アイカツ!（男子、記者、スタッフ、アナウンサー）
- マジンボーン（研究員）
- ジョジョの奇妙な冒険 スターダストクルセイダース（男B）
- メカクシティアクターズ（村人E）
- アルドノア・ゼロ（オペレーター）
- 東京ESP（隊員、目撃者、不良B）
- ハイキュー!!（作並浩輔、他校生徒）
- 六畳間の侵略者!?（男）
- 月刊少女野崎くん（男子）

### ゲーム
- 蒼き雷霆 ガンヴォルト（2014年、カレラ[1][2]）
- 白猫プロジェクト（2014年、タツノシン・クロガネ[3]）